# Watertoren (Leur)
De watertoren in Leur is ontworpen door architecten Brouwer en Deurvorst en is gebouwd in 1960.
De watertoren heeft een hoogte van 40 meter en een waterreservoir van 800 m³.